# Епископ шабачки Лаврентије
Лаврентије (световно Живко Трифуновић; Богоштица, код Крупња, 27. јануар 1935 — Шабац, 23. јануар 2022) био је епископ шабачки. Такође је био епископ шабачко-ваљевски (1989—2006), епископ западноевропски (1973—1989), епископ западноевропски и аустралијски (1969—1973) и викарни епископ моравички (1967—1969).

## Биографија
Рођен је у селу Богоштици код Крупња, област Рађевина, на дан Светог Саве 27. јануара 1935. године. Његово световно име било је Живко. Основну школу је завршио у Крупњу, а два разреда гимназије у Лозници, православну Богословију и Богословски факултет завршио је у Београду.
У чин јерођакона рукоположен је 1958, а у чин јеромонаха 1961. године. Две године био је духовник Цркве Ружице на Калемегдану (Београд), после тога парохијски свештеник на Купресу. Две и по године био је професор Богословије у манастиру Крки и истовремено парох у Ивошевцима. У епископски чин изабран је 1. јуна 1967, а хиротонисан 16. августа 1967. у Саборној цркви у Београду. Од 1967. до 1969. године био је викарни епископ моравички у Београду.

### Епископ
Године 1969. постављен је за епископа западноевропског и аустралијског и устоличен марта 1969. у Лондону. Пошто је створио услове за формирање нове епархије у Аустралији, постављен је за Епископа у западну Европу. У Химелстиру у Немачкој основао је епархијски центар. Прво је откупио за Српску православну цркву једну већ саграђену цркву, ту је затим основао штампарију и издао дела Св. владике Николаја Велимировића и многе друге теолошке књиге. У то време дела Владике Николаја нису могла бити штампана у тадашњој Југославији. Године 1985. у Лондону је венчао принца Александра Карађорђевића и принцезу Катарину.
После пуних двадесет година епископског стажа у дијаспори Свети архијерејски сабор Српске православне цркве изабрао га је 1989. године за епископа шабачко-ваљевског. Устоличен је у Шапцу 23. јула 1989. године. На том положају наследио је упокојеног епископа Јована Велимировића. Наставио је започету делатност свог претходника кроз мисионарску издавачку кућу „Глас Цркве“ Епархије шабачко-ваљевске, штампали су велики број књига, успоставили православну радио и тв станицу.
Посветио је велику пажњу обнављању и зидању нових цркава, основао је нови манастир Соко у подножју Соко града. У склопу ове његове задужбине налази се и музеј посвећен Св. Владици Николају. Његовим залагањем пренете су мошти Св. Владике Николаја из Америке у Србију 12. маја 1991. у манастир Лелић. Радио је на зближавању деце из дијаспоре са децом из Србије, у оквиру акције „Моба“ која се одржава сваке године почев од 2001. године.
У помоћ око манастира се придружила и Војска која је направила пут до манастира 2001. године, а генерал Небојша Павковић је отворио пут и унапредио поручника Ђорђа Бојића у чин капетана.
Епископ Лаврентије говори енглески, немачки и руски језик. Био је члан Светог архијерејског синода од 2002. до 2004. године.
Као представник и изасланик Српске православне цркве учествовао је на многим међуцрквеним састанцима и држао предавања и реферате. Уредник је листа „Православни мисионар“ (од 1998), а написао је и више чланака верско-поучне садржине.
На његов предлог Свети архијерејски сабор је на свом редовном заседању у мају 2006. поделио велику Епархију шабачко-ваљевску на две епархије: Шабачку са седиштем у Шапцу и Ваљевску са седиштем у Ваљеву. Од тада је господин Лаврентије шабачки епископ, а за ваљевског епископа постављен је Милутин Кнежевић, до тада аустралијско-новозеландски.
Завештао је органе јануара 2011. године у Лозници. Сакупио је медицинску помоћ у Европи где је раније службовао као епископ, у виду кревета и апарата за дијализу за шабачку болницу 2012. године.
Учествовао је у пројекту припреме и објављивања сабраних дела Светог Владике Николаја, у 13 томова на преко 10.000 страница.
Дана 31. марта 2020. постављен је за администратора Епархије ваљевске. Са 54 године архијерејског стажа најдуже је био у том чину у Српској православној цркви.
Добио је Орден Светог Арсенија Сремца Епархије сремске 2016. године и Светог Саве првог степена 2017. године. Свечано је обележио пола века архијерејске службе у јулу 2017. године. Одликован је орденом Светог Владике Николаја Епархије ваљевске. Од 20. септембра 2019. је почасни грађанин Крупња.
Преминуо је 23. јануара 2022. године у Шапцу. Патријарх Порфирије нагласио је да је епископ Лаврентије био из плејаде српских епископа који су током патријарха Германа „очували виноград Божији”.
Сахрањен је 26. јануара 2022. године источно од манастирске цркве у Манастиру Светог Николаја Српског на Соко Граду код Љубовије, који је био његова задужбина.